# IRF6
Регулирующий интерферон фактор 6, известный также под названием IRF6, — белок, который у человека кодируется геном IRF6.

## Функция
Этот ген кодирует члена семейства регуляторных факторов транскрипции интерферона (IRF). Членов семьи разделяют на высоко консервативный N-терминальный спираль-поворот-спираль связывающий ДНК домен и менее консервативный С-терминальный связывающий белки домен.
Функция IRF6 связана с образованием соединительной ткани, например, что в нёбе. Этот ген кодирует члена семейства регулирующих факторов транскрипции интерферона (МАФ).

## Патология
Мутация в гене IRF6 может привести к аутосомно-доминантному синдрому Ван дер Вуда(англ. Van der Woude syndrome) (VWS) или связанному с ним синдрому подколенного птеригиума (PPS).
Синдром Ван дер Вуда может включать расщепление губы и нёба, наряду с зубными аномалиями и свищами губ. Кроме того, общие аллели в IRF6 также связаны с случаями несиндромальных расщелин губы и/или нёба в исследованиях геномных ассоциаций и во многих исследованиях генов-кандидатов. Эти нарушения обусловлены мутациями в гене IRF6 и некоторыми из фенотипичных гетерогенностей различного типа мутаций IRF6. Одним из объяснений этой фенотипической вариации между синдромами базируется на основе дифференциального воздействия на структуру димеризованных мутантных белков. VWS мутации могут привести к гаплонедостаточности в то время как PPS мутации могут быть следствием отрицательного доминирования в природе. Спектр мутаций VWS и PPS был недавно объединён.
Как было показано, IRF6 играет важную роль в развитии кератиноцитов. Роль IRF6 в общих формах расщелины губы и нёба также была продемонстрирована и может объяснить ~ 20 % случаев заячьей губы. Варианты IRF6 дали убедительные доказательства ассоциации синдромальный щели губы и/или нёба в нескольких исследованиях. Исследование Бирнбаум и коллег в 2009 году подтвердило влияние этого гена на этиологию расщелины губы и/или неба и исследование GENEVA Cleft Consortium, который изучал семьи из нескольких популяций, подтвердили выводы, что мутации IRF6 тесно связаны с расщелиной губы и/или нёба. Роль IRF6 в результате заячьей губы и/или щели нёба подкрепляется анализом IRF6 у мутантных мышей, которые проявляют гиперпролиферативный эпидермис, не подвергаются терминальной дифференцировке, что приводит к нескольким эпителиальных спайкам, которые могут закупоривать полости рта и приводить к заячьей губе. Исследования на животных показывают, что IRF6 определяет пролиферацию кератиноцитов, а также играет ключевую роль в формировании оральной перидермы.
В последнее время, путём использования генетики мышей, анализа экспрессии генов, исследований иммунопреципитации хроматина и анализов люциферазы, было показано, что IRF6 является прямым объектом p63, который лежит в основе нескольких синдромов мальформаций, включающих особенности расщелины и p63 активизирует транскрипцию IRF6 за счет усилительного элемента IRF6. Изменение в усилительном элементе повышает восприимчивость только к заячьей губе. И заячья губа с или без волчьей пасти — эти особенности были замечены только в семьях с мутацией IRF6. Кроме того, различные типы расщелин можно разделить в пределах одного семейства.